# بيل شرودر (لاعب كرة قاعدة)
بيل شرودر (بالإنجليزية: Bill Schroeder)‏ هو لاعب كرة قاعدة أمريكي، ولد في 7 سبتمبر 1958 في بالتيمور في الولايات المتحدة.